# エフゲニー・レヴィンソン
エフゲニー・レヴィンソン（Evgeny Adolfovich Levinson, 1894年-1968年)は、ロシアの建築家で、ソ連時代のレニングラード建築の旗手のひとり。オデッサ出身。
建設技術大学に1915年から1916年まで在籍し、その後芸術アカデミーを卒業。1929年から、イワン・フォミンの息子H.フォミンとともに、ペテルブルク風の構成主義と、スターリン・アンビールの作品を残している。1946年には、建築学で学位。

## 代表作
- ソ連式集合住宅
- レンソヴィエト市議会文化宮殿（V.ムンツと共作）
- レンソヴィエト市議会官舎（H.フォミンと共作）
- ホテルソィエツカヤ
- レーニン文化会館
- 地下鉄アーフトヴォ駅
- ツァールスコエ・セロー駅舎、など多数。